# Campagnes d'Afrique, du Moyen-Orient et de Méditerranée
Seconde Guerre mondiale
Batailles
Batailles et opérations des campagnes d'Afrique, du Moyen-Orient et de Méditerranée
- Guerre du Désert
- Campagne d'Afrique de l'Est
- Campagne d'Afrique du Nord
- Bataille de la Méditerranée
- Bombardements italiens de la Palestine mandataire
- Bombardement du Bahreïn
- Campagne du Gabon
- Campagne des Balkans
- Guerre anglo-irakienne
- Campagne de Syrie
- Résistance en Grèce
- Opérations en Yougoslavie
- Opérations anti-partisans en Croatie
- Invasion anglo-soviétique de l'Iran
- Bataille de Madagascar
- Offensive de Belgrade
- Campagne d'Italie
- Résistance en Macédoine

Front d'Europe de l'Ouest

Front d'Europe de l'Est

Bataille de l'Atlantique

Guerre du Pacifique

Guerre sino-japonaise

Théâtre américain
Les Campagnes d'Afrique, du Moyen-Orient et de Méditerranée de la Seconde Guerre mondiale se déroulent de 1940 à 1945 ; elles regroupent l'ensemble des opérations militaires s'étant déroulées sur le continent africain, au Moyen-Orient, dans le bassin méditerranéen et dans les pays d'Europe du Sud occupés après la victoire de l'Axe sur le front de l'Ouest en 1940.

## Présentation
Le théâtre d'opérations transversal et transcontinental compte des prolongements de la bataille de l'Atlantique, ainsi que des opérations en commun avec d'autres phases du conflit, comme le front d'Europe de l'Ouest, le front d'Europe de l'Est et dans une moindre mesure la guerre du Pacifique.
En 1940, le théâtre d'affrontements en Europe se prolonge sur le continent africain. Tandis que la France libre prend le contrôle d'une partie de l'Empire colonial français, le Royaume-Uni affronte également l'Italie fasciste sur le terrain colonial, d'abord en Abyssinie en battant les Italiens au nord tandis que les Belges du Congo les défont au sud. L'invasion de la Grèce par Mussolini en octobre 1940 force Hitler à venir à son aide et à ouvrir un front supplémentaire dans les Balkans, retardant l'invasion de l'URSS. Après la victoire de l'Axe dans les Balkans, les opérations des Alliés en direction d'Europe du Sud sont dirigées depuis le quartier général britannique du Middle East Command au Caire, où se trouve également le gouvernement en exil du royaume de Grèce et d'où sont contrôlées des opérations menées en direction des Balkans. La mer Méditerranée est un théâtre d’opérations essentiel, chaque camp tentant d’y interrompre les réseaux de ravitaillement de l'autre ; les mouvements de résistance dans les Balkans contribuent également à perturber les transports italiens et allemands en direction du théâtre d'opérations africain.
Les opérations en Afrique du Nord débordent sur le Proche-Orient et plus largement le Moyen-Orient quand les territoires tenus par Vichy au Levant sont attaqués par les Alliés et quand le Royaume-Uni intervient pour neutraliser l'Irak, dont le nouveau gouvernement s'était allié à l'Allemagne, puis quand l'Iran est envahi pour garantir son soutien aux Alliés durant le conflit et permettre le ravitaillement de l'URSS.
Les Italiens, mis en difficulté partout en Afrique, perdent en 1941 le contrôle de l'Abyssinie, vaincus, au nord, par les Anglais et, au sud, par les Belges venus du Congo belge. Finalement, en 1943, après la perte de la Libye sous les coups de l'armée anglaise d'Égypte, l'Italie perd le contrôle de la totalité de son Empire colonial, malgré l'aide des Allemands venus en renfort en Libye. Fin 1942, le débarquement allié en Afrique française du Nord permet de prendre tout à fait le contrôle de la quasi-totalité des colonies françaises, fournissant des bases supplémentaires pour un débarquement en Europe. À l'été 1943, après avoir longtemps envisagé l'ouverture d'un second front dans les Balkans, les Alliés débarquent finalement depuis l'Afrique sur le sol italien, rouvrant le front d'Europe de l'Ouest.
Dans les Balkans occupés (Grèce, Yougoslavie), la lutte des résistances locales contre les occupants dégénèrent en guerres civiles entre factions locales et les combats en Yougoslavie se terminent une semaine après la fin officielle du conflit mondial.

## Bataille d'Albanie
En avril 1939, avant même le déclenchement officiel du conflit mondial, et en prélude à la campagne des Balkans, le royaume d'Italie envahit et annexe le Royaume albanais. La monarchie est maintenue, mais Victor-Emmanuel III est proclamé souverain du nouveau protectorat italien.

## Afrique du Nord, première phase: la guerre du désert

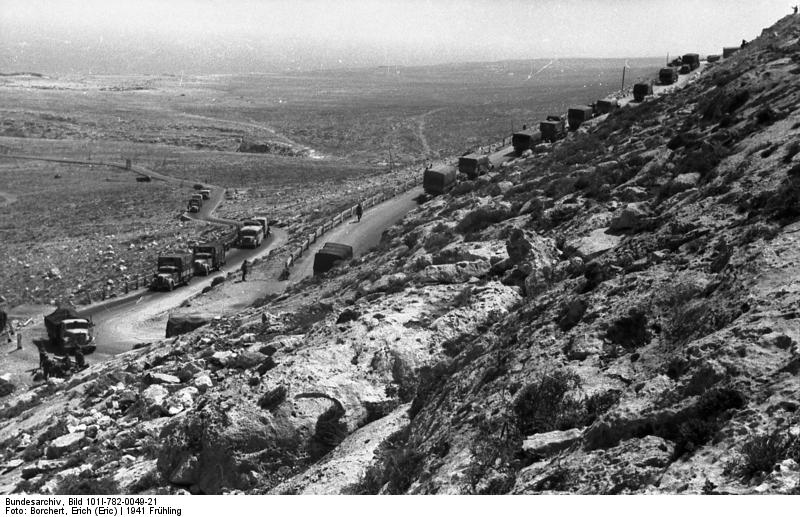
Colonne de l'armée allemande en Afrique du Nord.

Dès le 11 juin 1940, à la suite de la déclaration de guerre du royaume d'Italie contre la France et le Royaume-Uni, les forces italiennes de Libye et les forces britanniques d'Égypte commencent à s'affronter. En septembre 1940, les Italiens tentent de reprendre l'initiative en réalisant une invasion de l'Égypte, qui tourne court. En décembre 1940, c'est au tour des Britanniques de réaliser l'invasion de la Libye, avec l'opération Compass, qui est un succès. L'Allemagne nazie vient alors en aide aux Italiens en envoyant le général Erwin Rommel qui, à la tête du Deutsches Afrika Korps, met les Alliés en sérieuse difficulté. À la fin 1942, la seconde bataille d'El Alamein finit par assurer la victoire des Alliés en Libye.

## Batailles en Méditerranée et dans l'Adriatique

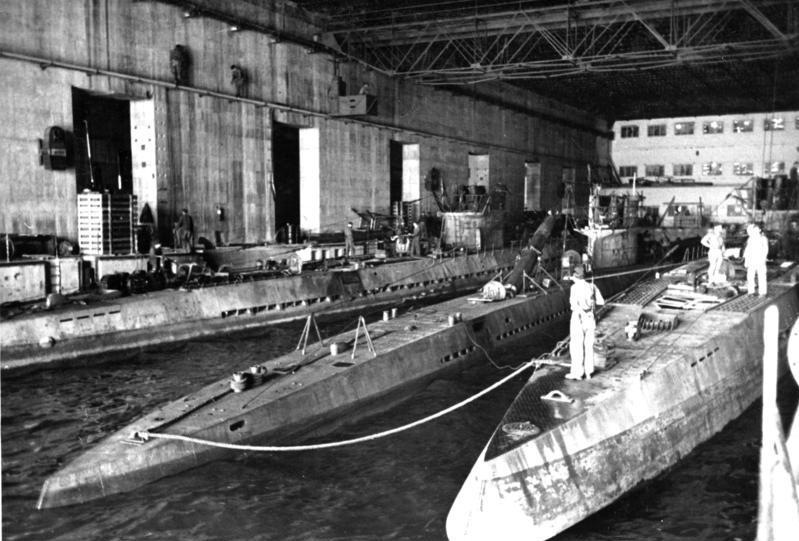
Des U-Boot.

Dès l'entrée de l'Italie dans la bataille de France, les opérations dans la région Méditerranée prennent de l'ampleur. Les troupes italiennes pénètrent au sud de la France, qui bombarde de son côté des villes côtières d'Italie. À partir du 3 juillet, le Royaume-Uni déclenche l'opération Catapult et attaque la flotte française pour éviter qu'elle ne puisse être utilisée par les Allemands. Le 9 juillet 1940, les flottes italiennes, britanniques et australiennes s'affrontent au large de la Calabre.
En novembre 1940, les Britanniques effectuent une attaque massive de sur la flotte italienne, avec la bataille de Tarente. En mars 1941, la bataille du cap Matapan, au large de la Grèce, est une nouvelle victoire pour la Royal Navy.
À partir de septembre 1941, les U-Boots mènent une intense campagne de harcèlement contre les navires britanniques, puis américains, en mer Méditerranée, afin d'isoler Malte, Gibraltar et le canal de Suez. Entre 1941 et 1944, 95 navires marchands et 24 navires de guerre sont touchés, sans réussir à briser l'effort naval des Alliés.
Après septembre 1943, avec l'effondrement du régime de Benito Mussolini, les opérations militaires en Méditerranée se réduisent aux attaques d'U-Boots et à des manœuvres moins importantes en mer Adriatique et en mer Égée.

## Afrique de l'Est

Carte des opérations en Érythrée.

Menée dès le 10 juin 1940, la campagne dans l'Est de l'Afrique aboutit à la fin de l'année 1941 à la défaite des italiens sous les coups des Anglais, au nord, et des Belges au sud avec pour conséquence le démantèlement de l'Afrique orientale italienne. L'occupation italienne de l'Éthiopie prend fin en mai 1941 et l'empire d'Éthiopie est restauré, le Négus remontant sur le trône à Addis-Abeba.

## Malte
Malte, point de jonction entre les théâtres d'opération européens et nord-africains et alors territoire britannique, est un point stratégique pour les Alliés. Dès le 11 juin 1940, l'île est bombardée par les forces de l'Axe, d'abord italiennes, puis allemandes. L'île fait l'objet d'une campagne de convois de ravitaillement de la part des Alliés. Le siège de Malte se prolonge jusqu'à l'été 1943, période où la défaite de l'Axe en mer Méditerranée est consommée.

## Gibraltar
Gibraltar, place forte britannique, sert de base d'opérations à la Force H et permet au Royaume-Uni de conserver un avantage en mer tout en organisant le ravitaillement de Malte. Le 18 juillet 1940, le gouvernement de Vichy ordonne un bombardement de l'île en représailles à l'attaque de Mers-el-Kébir, réalisant une nouvelle campagne aérienne le 25 septembre. À partir d'août 1940, et jusqu'à l'été 1943, la Xe Flottiglia MAS italienne mène une série d'opérations contre Gibraltar. Un plan allemand d'invasion de Gibraltar est abandonné, du fait du déclenchement de l'attaque contre l'Union soviétique.

## Afrique de l’Ouest
À compter de septembre 1940, les Alliés tentent de prendre le contrôle des possessions françaises en Afrique, dont l'administration coloniale est fidèle au gouvernement de Vichy. Si l'opération au Sénégal menée par une flotte composée de navires Anglais, Français, Belges  et Canadiens est un échec, celle du Gabon réussit au mois de novembre. L’ensemble de l’Afrique-Occidentale française (AOF) se rallie finalement aux Alliés en 1942, après leur débarquement en Afrique du Nord.
Lorsque le général de Gaulle lance l'appel du 18 Juin, le Guyanais Félix Éboué  administrateur colonial, petit-fils d'esclaves né en 1884, occupe depuis deux ans la fonction de gouverneur du Tchad. Accueillant tel un ultime recours "ce cri d'espérance lancé pendant que les pires malheurs s'abattaient sur la France", il prend le parti de la France libre contre le régime de Vichy et prépare en secret le ralliement du Tchad et du reste de l'Afrique-Équatoriale française (AEF).
Dès le 26 août 1940, le gouverneur insoumis annonce officiellement l'appartenance du Tchad à la France libre, provoquant un effet domino : entre le 26 et le 28 août, le Cameroun, le Congo-Brazzaville et l'Oubangui-Chari (l'actuelle République centrafricaine) annoncent à leur tour leur ralliement. Le 15 octobre suivant, Félix Éboué reçoit de Gaulle à Fort-Lamy. Ce dernier le nomme au Conseil de défense de l'empire et en fait, un mois plus tard, le gouverneur de l'AEF. La France libre dispose désormais d'un territoire, donc d'une légitimité. Elle pourra bientôt compter sur une armée.
Désormais basé à Brazzaville, devenue capitale de la France libre, Éboué - qui sera condamné à mort par Vichy - prend une part prépondérante dans la constitution d'une force militaire de 40 000 hommes, tout en accélérant la production de guerre. La capitale congolaise devient le pivot à partir duquel s'organisera la libération du territoire métropolitain. C'est de là que partiront les premières forces armées de la France libre, et c'est grâce aux routes qu'Éboué a faites construire que la colonne Leclerc pourra gagner l'Afrique du Nord via le Tibesti.

## Irak
Au royaume d'Irak, le Premier ministre Rachid Ali al Gaylani, qui vient de reprendre le pouvoir par un coup d'État, s'allie avec l'Allemagne nazie, la situation amenant au milieu du mois d'avril 1941 à une intervention britannique. En deux semaines, les Alliés viennent à bout de la résistance irakienne et le gouvernement nationaliste de Rachid Ali al Gaylani doit prendre la fuite. Le 1er juin 1941, le régent Abdul Illah, renversé fin mars par al Gaylani, revient au pays et installe un gouvernement sanguinaire et autoritaire favorable au Royaume-Uni.

## Syrie et Liban

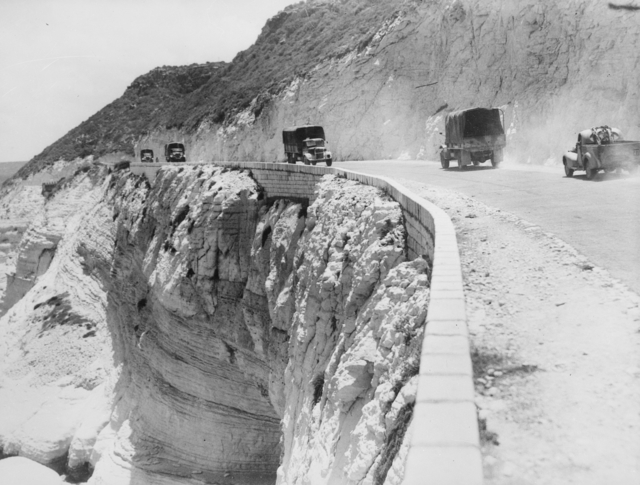
Troupes de transports australiennes en Syrie.

La Syrie et le Liban, alors sous mandat français, sont utilisés comme base d'opérations par la Luftwaffe avec l'assentiment des autorités vichystes. Afin de priver l'Axe de cet avantage, les Alliés envahissent les deux pays en juin 1941. Les combats contre les troupes vichystes durent jusqu'au 12 juillet et sont suivis d'un armistice, les Alliés prenant le contrôle de la région. Le haut-commissaire Henri Dentz est destitué. La France libre assure l'administration de la Syrie et du Liban, et doit gérer les revendications indépendantistes locales.

## Iran

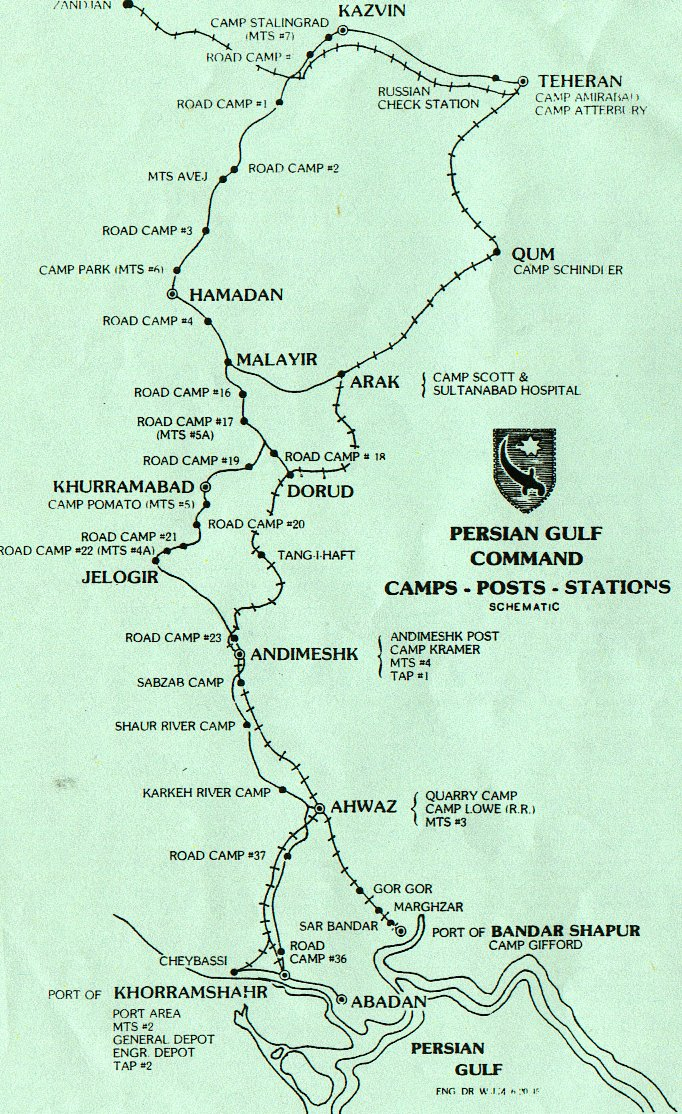
Positions alliés en 1942 dans le golfe Persique.

Le chah Reza Pahlavi, souverain officiellement neutre de l'État impérial d'Iran, s'est rapproché de l'Allemagne nazie : les Britanniques craignent que l'Allemagne ne mette la main sur les ressources pétrolières du pays. Le passage par l'Iran est par ailleurs nécessaire pour accroître l'aide des États-Unis à l'Union soviétique. Le chah ayant refusé aux Alliés le passage sur son sol, une invasion conjointe est réalisée à la fin du mois d'août 1941 par les armées britannique et soviétique. Le chah est détrôné et remplacé par son fils Mohammad Reza Pahlavi, lequel se rallie aux Alliés. Le contrôle de l'Iran, et celui de l'Irak, permettent d'établir le corridor Perse.

## Balkans

### Grèce
En octobre 1940, sans en avertir l'Allemagne au préalable, l'Italie envahit la Grèce. La résistance inattendue des Grecs conduit l'Allemagne à intervenir le 6 avril 1941, perdant un temps précieux et retardant pour ce faire l'invasion de l'URSS.

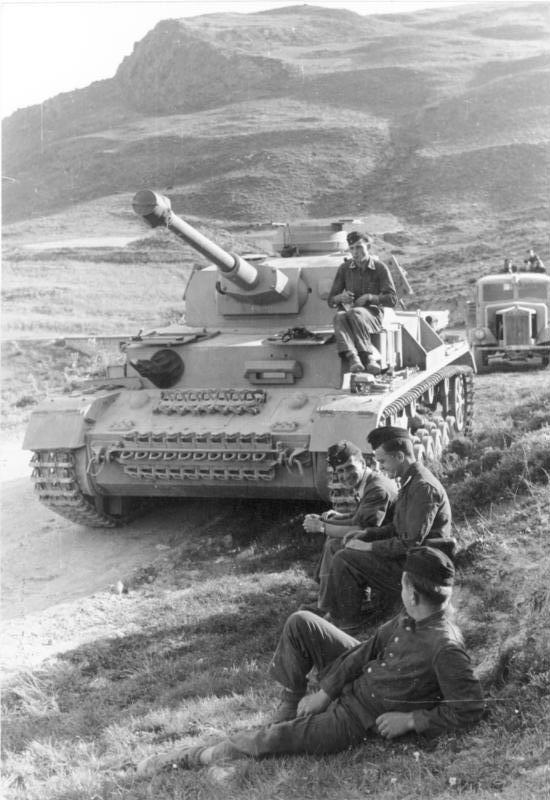
Panzer allemand en Grèce.

Le même jour, les forces de l'Axe envahissent le royaume de Yougoslavie qui avait refusé de leur laisser le passage pour envahir la Grèce. Hitler, Mussolini, le régent hongrois Miklós Horthy et le souverain bulgare Boris III, qui ont chacun des vues sur des parties du territoire yougoslave, saisissent l'occasion pour effectuer diverses annexions et des partages territoriaux. La Yougoslavie est démembrée en plusieurs États indépendants et protectorats : des gouvernements collaborateurs sont mis en place en Serbie et en Croatie, le reste du pays étant réparti en zones d'occupation et protectorats allemands, italiens, hongrois ou bulgares.
La Grèce, après la défaite de son armée, est également occupée par les Allemands, les Italiens et les Bulgares. Un gouvernement collaborateur est mis en place, mais ne dispose d'aucune légitimité ni assise politique, le pays se trouvant dans une situation de vide politique. L'occupation est très dure pour la population grecque et se traduit par des périodes de famine et des massacres de civils. Le roi Georges II anime un gouvernement en exil et les forces armées grecques participent à l'effort de guerre allié. Si la campagne des Balkans proprement dite s'arrête en juin 1941, elle est prolongée par les mouvements de résistance, la campagne yougoslave étant de loin la plus intense.
En septembre 1943, à la suite du retrait italien, les Alliés tentent d'envahir le Dodécanèse, mais sont repoussés en novembre par les Allemands. La capitulation de l'Italie est un fardeau supplémentaire pour l'Allemagne, qui doit investir les zones d'occupation de son ancien allié, et gérer des situations de plus en plus difficiles en Grèce, en Albanie et en Yougoslavie, où les mouvements de résistance locaux harcèlent les occupants, tout en s'affrontant les uns les autres.

### Yougoslavie
Plusieurs mouvements de résistance apparaissent rapidement pour affronter les occupants et les gouvernements collaborateurs, les principaux étant les groupes rivaux des Tchetniks de Draža Mihailović, composés principalement de serbes monarchistes, et des Partisans, commandés par le leader communiste Josip Broz, dit Tito, lequel vise l'établissement d'une Yougoslavie républicaine et fédérale. Jusqu'en 1943, les Alliés soutiennent en priorité les Tchetniks, mais divers rapports d'espionnage convainquent les Britanniques que les Tchetniks sont globalement moins efficaces que les Partisans. Le manque de contrôle de Mihailović sur ses troupes, et le fait que certains Tchetniks, privilégiant la lutte anti-communiste, collaborent avec les occupants, pèse également sur la décision britannique. Fin 1943, à la conférence de Téhéran, Winston Churchill annonce à Joseph Staline son intention de ne plus aider que les Partisans. Ceux-ci, de mouvement de guérilla, se transforment progressivement en armée régulière capable d'affronter militairement les occupants et gagnent du terrain face aux Tchetniks dont l'action et l'idéologie demeurent limités par le poids du nationalisme serbe.

## Madagascar
Les opérations à Madagascar constituent le lien entre les théâtres africain et sud-asiatique du conflit mondial. Madagascar, dont l'administration coloniale est fidèle à Vichy, dispose de bases navales pouvant servir à l'empire du Japon pour effectuer ses raids dans l'océan Indien. En mai 1942, un débarquement allié renverse les autorités vichystes et, malgré l'intervention navale japonaise, prend le contrôle de l'île.

## Afrique du Nord, seconde phase: le débarquement allié

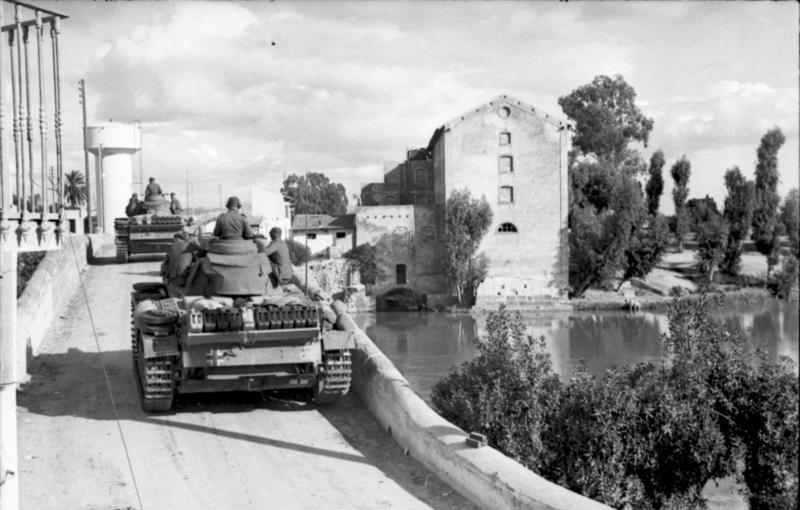
Chars allemands en Tunisie.

Le 8 novembre 1942, quelques jours après la victoire à El Alamein, les forces alliés effectuent un débarquement massif au Maroc et en Algérie, dont elles arrachent le contrôle aux autorités vichystes, aidés notamment à Alger par la résistance locale qui réalise un coup de force en maîtrisant les autorités locales. 
La résistance vichyste ne dure que quelques heures en Algérie où, après que l'amiral François Darlan, fortuitement présent sur les lieux, avait donné l'ordre de tirer sur les Alliés, un cessez-le-feu est finalement obtenu. 
Au Maroc, l'Armée de Vichy résiste de manière beaucoup plus déterminée, les combats ne s'arrêtant qu'au bout de trois jours. 
À partir du 17 novembre, et jusqu'au 13 mai 1943, une campagne militaire nettement plus longue est menée pour s'assurer le contrôle de la Tunisie, où les autorités vichystes ont capitulé en laissant l'Axe pénétrer dans le pays. Les Alliés pensent initialement s'appuyer sur Darlan, rallié à leur cause, pour administrer les territoires africains de la France, mais l'assassinat de l'amiral amène à confier ces responsabilités au général Henri Giraud, que les Américains préfèrent à Charles de Gaulle. 
En janvier 1943, la conférence d'Anfa, à Casablanca, est destinée à préparer la stratégie des alliés après la guerre à l'égard de l'Europe : le débarquement en Sicile y est planifié, dès l'arrêt des combats en Tunisie. Un accord est également conclu entre Giraud et de Gaulle, ouvrant la voie à l'union des forces françaises : les FFL et les troupes d'Afrique sont progressivement réunifiées pour constituer l'Armée française de la Libération.
À la fin de la campagne de Tunisie, l'Afrique du Nord est intégralement sous contrôle allié, ouvrant la voie au débarquement au Sud de l'Europe.
Le 13 mai 1943, un communiqué allié indique la fin de la guerre en Afrique du Nord : « Il ne reste aucune force de l'Axe en Afrique du Nord qui ne soit prisonnière entre nos mains. Les derniers éléments des forces de l'Axe se sont rendus le 13 mai à 11 h 45 ».

## Victoire alliée en Afrique et en Europe du Sud, guerres civiles dans les Balkans
Depuis l'Afrique du Nord, les Alliés réalisent en juin 1943 le débarquement en Sicile, lançant la campagne d'Italie et ouvrant la voie à l'effondrement de l'Italie mussolinienne. Mussolini est destitué en juillet ; les Italiens déposent les armes en septembre, bouleversant la situation dans les Balkans (Albanie, Grèce, Yougoslavie) où les Allemands sont obligés de prendre en charge leurs anciennes zones d'occupation, ce qui leur coûte de précieux efforts en hommes et en matériel. L'armée allemande intervient également en Italie ; Mussolini, libéré, est remis au pouvoir comme chef du régime de la République sociale italienne, qui se maintient jusqu'au milieu du mois d'avril 1945 tandis que le pays est ravagé par les combats.
Dans les Balkans, la lutte entre factions locales s'intensifie. Les Allemands se retirent d'Albanie et de Grèce à l'automne 1944. En Albanie, les communistes dirigés par Enver Hoxha s'assurent rapidement le contrôle du pays, éliminant les nationalistes du Balli Kombëtar. En Grèce, les Britanniques débarquent à Athènes, où la situation politique est explosive. En décembre 1944, l'ELAS, mouvement de résistance du Parti communiste de Grèce, entre en conflit armé contre l'armée britannique, ce qui constitue le seul cas, durant la Seconde Guerre mondiale, d'affrontement entre troupes alliées et résistance locale. Les communistes grecs sont vaincus, ouvrant la voie au retour du roi Georges II en Grèce, mais la situation politique demeure extrêmement tendue et débouche dès 1946 sur la guerre civile grecque.
En septembre 1944, l'Union soviétique et les Partisans yougoslaves libèrent Belgrade, avant de retirer leurs troupes du pays. Les Allemands évacuent finalement la Yougoslavie, tandis que les Partisans remportent la victoire sur les Tchetniks et l'ensemble de leurs adversaires. À la mi-mai 1945, alors que la guerre en Europe est officiellement finie depuis une semaine, des derniers combats ont lieu, les Partisans pourchassant les troupes allemandes, les collaborateurs en retraite et les restes des troupes de Draža Mihailović. Les communistes contrôlent l'intégralité du pays et Tito peut lancer le processus politique qui lui permet d'abolir la monarchie à la fin de l'année et de proclamer le nouveau régime.

### Documentaires
- Émission Tv, Alinéa, « Alinea_de_la_strategie_en_Mediterranee_de_1935_a_1943De la stratégie en Méditerranée de 1935 à 1943 », Tric Trac TV, 8 décembre 2014, avec Cédric Mas